# بحر بوهول

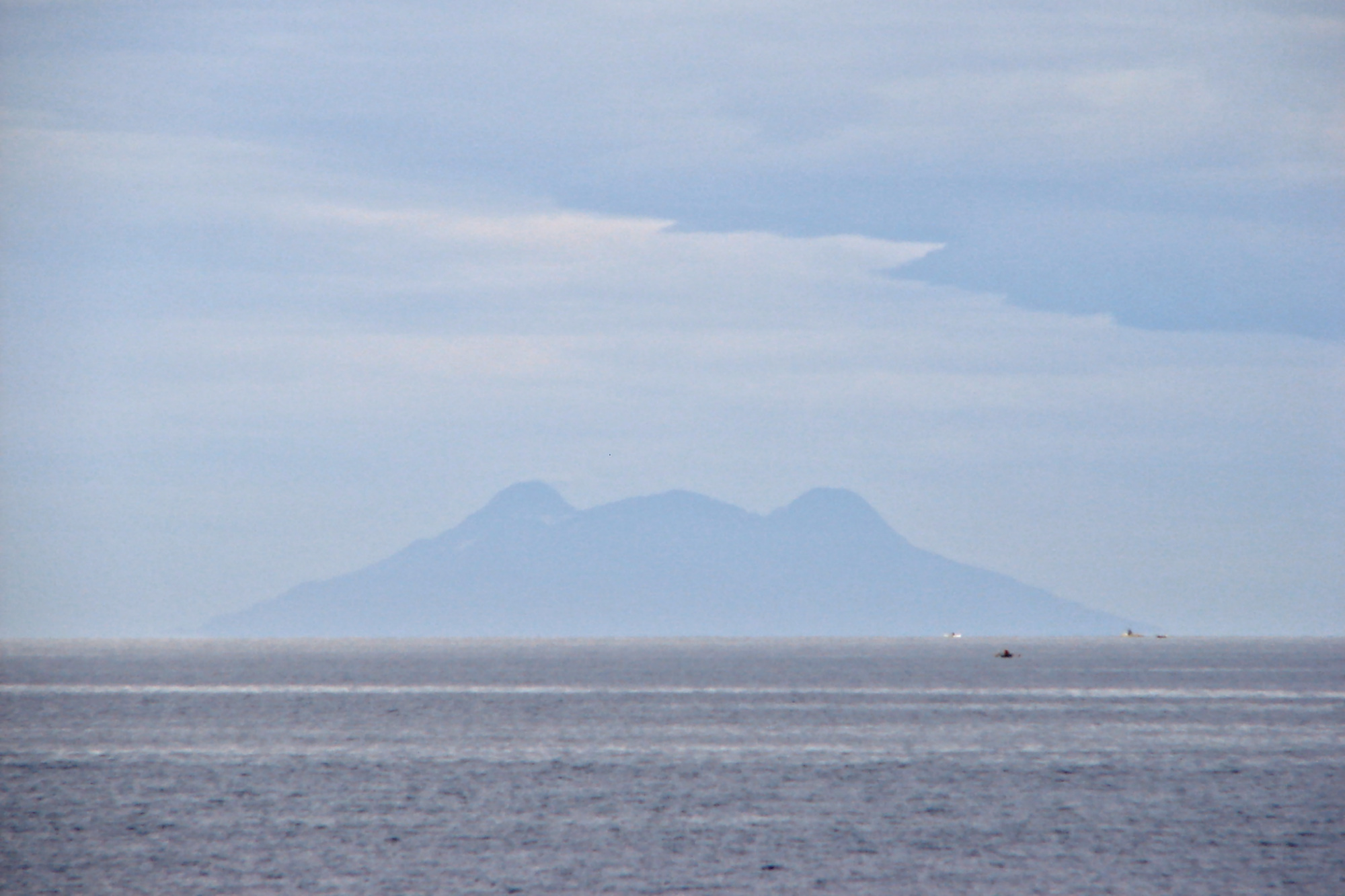
صورة لبحر بوهول في الفلبين

بحر بوهول أو بحر مِندناو أحد البحار التي تقع في محيط الفلبين، ويسمى أيضا بحر مينداناو يقع البحر بين جزيرتي بيسايا ومندناو في الفلبين، والتي تقع إلى الجنوب من بحر بوهول وإلى الجنوب من جزيرتي بيسايا ومندناو.
كما يطل على البحر عددمن المدن الكبيرة وهي : مدينة كاغايان دي أورو، ومدينة ييجان، ومدينة بوتوان، ومدينة دوماغوتي، ومدينة أوزميس، ومدينة تاغبيلران، ويربط بحر بوهوب بحر الفلبين عبر مضيق سوريجاو، إلى بحر كاموتيس من خلال قناة كانيقاو ومضيق سيبو، وبحر سولو عبر المضيق بين جزيرة نيغروس وشبه جزيرة زامبوانجا.

## الغوص
يُعد بحر بوهول موطن لمجموعة كبيرة ومتنوعة من المواقع الرائدة في الغوص والقوارب، بالإضافة لاحتوائه على العديد من الفنادق والمنتجعات التي تلبي احتياجات الغواصين. حول منطقة تاغبيلاران هناك جزيرة بها العديد من مناطق الغطس الجداري الذي تتراوح عمقها من 30 قدم إلى 100 قدم (من 9.1 حتي 30.5 متر). درجات حرارة المياه دافئة جدًا، ومعظم الغواصين يستخدموم معيار 3/2 لبذلة الغوص في الموقع. الحياة البحرية وفيرة وتشمل عوامل الجذب السياحي مثل الأسماك الملونة الزاهية، وأسماك يونفيش والبراكودا والدلافين، بالإضافة للتكوينات المرجانية الضخمة.